# Moussa Coulibaly (calciatore 1981)
Moussa Elimane Coulibaly (Bamako, 19 maggio 1981) è un ex calciatore maliano, di ruolo difensore.
È il cugino di Adama Coulibaly.

## Carriera

### Club
Ha giocato nella prima divisione maliana, in quella algerina ed in quella libica.

### Nazionale
Esordisce con il Mali nel 2007.
Gioca con la selezione olimpica le olimpiadi di Atene 2004.

## Palmarès

### Club

#### Competizioni nazionali
- Campionato algerino: 1

MC Alger: 2009-2010
- Coppa d'Algeria: 2

MC Alger: 2005-2006, 2006-2007
- Supercoppa d'Algeria: 2

MC Alger: 2006, 2007